# Bukit Timah Hill
De Bukit Timah Hill is een heuvel in Singapore. De heuvel ligt centraal op het hoofdeiland, Pulau Ujong. Met een hoogte van 163,63 m is het het hoogste punt van de stadstaat Singapore. De naam is Maleis en kan volgens sommige bronnen vertaald worden als tin-houdende heuvel en volgens andere als rode of roze heuvel, wat dan zou wijzen op de aanwezigheid van graniet. De heuvel heeft zijn naam gegeven aan de wijk waarin hij gelegen is Bukit Timah, onderdeel van de Centrale Regio. De heuvel ligt in een klein natuurreservaat, Bukit Timah Nature Reserve, met een oppervlakte van 1,64 km².